# Dhāl
Ḏāl (in arabo ذال‎? /ðæːl/) è la nona lettera dell'alfabeto arabo. Secondo la numerazione abjad assume un valore di 700.

## Origine
Ḏāl è una delle sei lettere dell'alfabeto arabo che rappresentano delle versioni diverse di altre lettere. Questo fu dovuto al fatto che le 22 lettere originarie (derivanti dagli alfabeti nabateo o siriaco, a seconda delle interpretazioni) non erano sufficienti a rappresentare tutti i fonemi della parlata araba.
Essa rappresenta una diversa versione della lettera dāl.

## Fonetica
Foneticamente corrisponde alla fricativa dentale sonora (ð). Nella lingua italiana questo fono non esiste. Per un confronto esso è espresso nella lingua inglese dal digramma th (anche se questo è rappresentato nella maggior parte dei casi dalla fricativa dentale sorda) nelle parole the, without, father.

## Scrittura e traslitterazione
Graficamente ḏāl è molto simile a dāl, da cui si differenzia esclusivamente per la presenza di un punto al di sopra del segno grafico.
Ḏāl viene scritta in varie forme in funzione della sua posizione all'interno di una parola; essa, tuttavia, non può legarsi ad altre lettere alla sua sinistra, per cui le forme iniziale e intermedia sono uguali rispettivamente alle forme isolata e finale:
| Forma isolata | Forma finale | Forma intermedia | Forma iniziale |
| ﺫ             | ـﺫ…          | …ـﺫ…             | …ﺫ             |

Nella traslitterazione dall'arabo scientifica è traslitterata ḏ, ma si trova anche come dh.

## Sintassi
Ḏāl è una lettera solare. Ciò significa che quando ad una parola che inizia con questa lettera bisogna anteporre l'articolo determinativo (ال alif lām, al), è necessario pronunciarlo come se al posto della lettera lām ci fosse una seconda ḏāl.